# Natalia Ginzburg

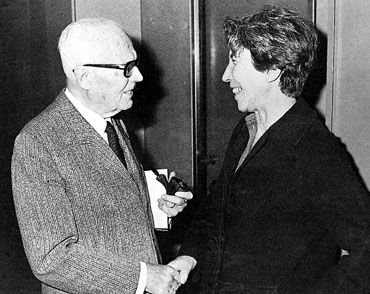
Natalia Ginzburg

Natalia Ginzburg (ur. 14 lipca 1916 w Palermo, zm. 7 października 1991 w Rzymie) – włoska autorka dzieł związanych z relacjami rodzinnymi, polityką i filozofią.
Natalia i Leon Ginzburgowie byli rodzicami znanego historyka – Carla Ginzburga.

## Dzieła
- La strada che va in città (1942)
- È stato così (1947)
- Nasze dni wczorajsze (Tutti i nostri ieri) (1952)
- Valentino (1957)
- Sagittario (1957)
- Le voci della sera (1961)
- Le piccole virtù (1962)
- Słownik rodzinny (Lessico famigliare) (1963)
- Mai devi domandarmi (1970)
- Drogi Michele (Caro Michele) (1973)
- Vita immaginaria (1974)
- La famiglia Manzoni (1983)
- La città e la casa (1984)